# 火なしこんろ

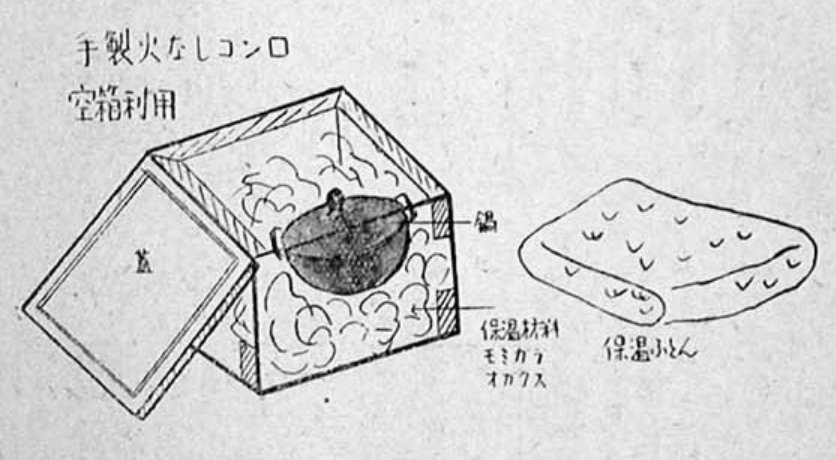
火なしこんろの作り方を示すイラスト（『栄養と料理』1943年3月）

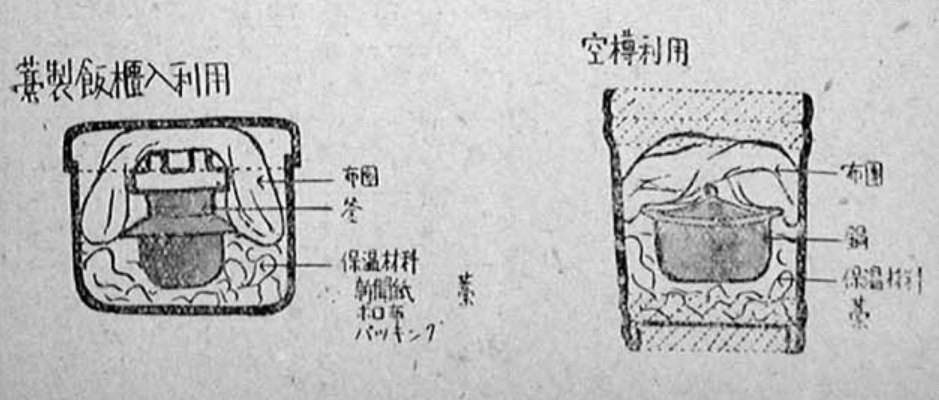
火なしこんろの作り方を示すイラスト（『栄養と料理』1943年3月）

火なしこんろ（ひなしこんろ）は、日本でかつて用いられていた調理器具の一種。

## 概要
女性雑誌『婦人之友』の1916年（大正5年）3月号に記載があり、江戸時代に既に存在していたとの説もある。
大正時代の『婦人之友』で提唱されたものは、調理途中の鍋を火から下ろし、熱いうちに木箱に入れ、オガクズを詰めた布団で覆い、余熱で調理を行なうものである。煮物の加熱はあまり強すぎないほうが良いことや、これを用いれば焦げや吹きこぼれを気にすることなく、調理中に他の家事も可能なことが利点とされ、これを用いての飯、煮豆、煮しめなどの調理法が紹介されていた。
火なしこんろが本格的な普及を見せるのは、太平洋戦争末期の物資不足時代である。戦時中は練炭、豆炭などの燃料が配給制となり、1941年（昭和16年）からは家庭用ガスも規制され、燃料の節約が必須となっていた。やがて大戦末期にはそれらに加えて、調理中に空襲警報があって避難する際は、火災を避けるために火の始末の必要があり、さらに火の使用を制限する必要が生じた。そこで、火の不要な調理器具として火なしこんろが普及することとなった。
戦時中の各家庭での火なしこんろは、あり合わせの箱、樽、おひつ入れ（エジコ）などを用い、その中に布団を敷いて断熱材を詰め、熱い鍋を中に入れて布団をかぶせるもので、断熱材には新聞紙、紙屑、ぼろ布、藁、綿、オガクズ、籾殻などが用いられた。女子栄養大学の月刊雑誌『栄養と料理』の1943年（昭和18年）3月号には、火なしこんろを2個以上用意しておくと燃料も経済的で、温かいものをいつでも用意できるとの記述があり、実際にこの火なしこんろで粥などを作っていたとの体験談もある。
戦後においても、このような保温調理の原理は様々に形を変えて受け継がれている。平成以降には、鍋に帽子状の布をかぶせて保温調理を行なう「鍋帽子」が愛用されているが、これも火なしこんろが由来とされる。